# Política de Eritrea

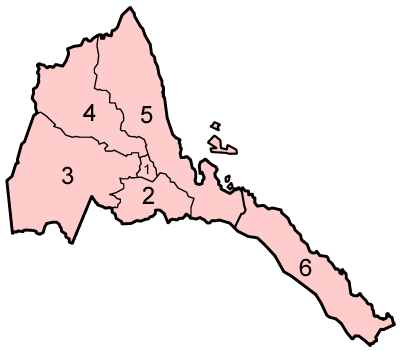
Regiones de Eritrea.

Tras el referéndum de abril de 1993, Eritrea se proclamó como estado independiente. Establecido un gobierno de transición, se formaron los órganos de gobierno y administración que fueron posteriormente modificados según la siguiente estructura:
- El Consejo Consultivo, convertido después en Consejo de Estado, formado a modo de Consejo de Ministros más los representantes territoriales.
- La Asamblea Nacional como poder legislativo, formado por el Comité Central del FPDJ, 30 representantes provinciales y 30 representantes del partido único y después por 5 representantes del partido único y otros 75 elegidos por las provincias..
- El poder judicial.

La vida política del país está dominada por el Frente Popular por la Democracia y la Justicia, heredero del Frente Popular para la Liberación de Eritrea, aunque ha abandonado la inicial ideología marxista. La Constitución de 1997 prevé comicios libres para elegir al Presidente y a los miembros de la Asamblea Nacional, pero aún no se han hecho efectivos. De hecho, a pesar de la presencia formal de esa Asamblea, todos los poderes, incluido el judicial, están concentrados en manos del Presidente.
- Datos: Q1155573
- Multimedia: Politics of Eritrea / Q1155573